# 白桃はな
白桃 はな（しらと はな、2000年5月12日 - ）は、日本のAV女優。山形県出身。マインズ所属であったが2024年4月時点でホームページへの掲載と活動が確認されていない。

## 略歴
2014年から地元で一年間、ご当地アイドルとして活動。
高校2年生の時に桃乃木かなに憧れてAV業界を志し2020年に「白桃はな」の芸名でムーディーズよりAVデビュー。（AV女優になれるのが20歳からだと聞いて）20歳になるのが待ち遠しかったという。
講談社主催・ミスiD2022に応募し、2021年10月14日にオンライン面接通過が発表された。ミスiDは事務所の先輩である上原亜衣が参加したことで知った。
2021年12月6日週、FANZA動画フロア・週間AV女優ランキングで1位。月刊FANZA発表2021年下半期AV女優ランキング4位。同このAV女優がすごい!2021年冬・女優編第3位。2022年1月28日にはミスiDファイナリスト選出され、同年3月21日、ミスiD2022透明感賞を受賞。
2022年3月21日週FANZA動画フロアランキングにおいて出演作の『女子会してるお宅にM男くんが突撃参加! お泊り女子会で夕方から朝がくるまで一日中犯●れて小悪魔中出しされる! 白桃はな 花狩まい』が1位を記録。FANZA発表2022年上半期AV女優ランキング4位。
同年7月28日、東京・青山RizMで開催された「LADY MADONNA vol.15」では、ヤドンのつなぎを着て歌手としてステージに登壇した。月刊FANZA発表「このAV女優がすごい!2022夏」女優編3位。同年9月2日、HHHグループによる「トリプルHAPPYキャンペーン2022」キャンペーンガール就任。9月には水着ブランド『sugar』ファッションショーでモデルを務めた。同年11月以降の出演予定だったイベント、番組を諸事情により中止および出演辞退した。以降SNSは途絶えているが、同年12月には東盛直道監督による初主演映画が劇場公開された。
FANZA2022年年間AV女優ランキング3位。
2023年9月18日週FANZA動画フロアランキングにて、2022年9月発売の『○○○rち○こを頼みたいお姉さん 白桃はな』が8位に浮上した。

## 人物
- ミスiD審査員を務めた赤澤えるは溢れ出る多幸感を評価[3]。同じく審査員を務めた大郷剛は前向きでしっかりしており、どんなジャンルでも活躍できると天性のアイドル力を評している[3]。
- 趣味は着付け、ダンス。特技は体が柔らかい事。一人称は白桃、白桃さん[19]。
- 初体験は中学卒業時[2]。
- 芸名は自ら考案しており、ファンだった桃乃木に近づきたいという意味で名字に「桃」の一文字を入れた[2]。ファーストネームは「エッチ（H）な穴（ANA）」の意味だという[2][注釈 1]。
- 憧れていた桃乃木かなとは後に彼女のイベントに1ファンとして参加することで対面を果たした。桃乃木も白桃のことは知っており「やっと会えた！」と喜んでくれたという（XCITYのインタビューより）。
- 母親には仕事のことはオープンにしており、場合によっては撮影内容も話している[20]。
- 演技は役柄に感情移入するタイプ[21]で、ある凌辱作品ではパッケージ撮影の時点で号泣してしまった[22]。逆にドラマ以外の即興を求められる作品は苦手意識がある[23]。
- 優しく攻める「甘サド作品」への出演が多いことから2022年7月発売の週刊プレイボーイでは「甘サドの女王」の二つ名を付けられた[24]。ワンズファクトリー企画作品では「WPF」（white peach flowerの略）と呼ばれている[23]。「甘サド作品」での評価は、得意分野を持てたということで嬉しい、純粋にありがたいとインタビューでは答えている[24]。
- 2022年9月発売の『○○○rち○こを頼みたいお姉さん 白桃はな』では役作りの一環として原作漫画に合わせ下半身を脱毛しており[25]、以降撮影の作品でもこれを継続している。

## 作品

### アダルト
- 新人20歳の夢。あの日、AV女優になるって決めて987日AVデビュー 白桃はな（10月1日、ムーディーズ）
- AV女優になるって決めて1000日はじめてのナマ中出し 白桃はな（10月25日、本中）

- デビュー&初中出しから3カ月 忘れられない快感…AV出演を思い出になんか出来なくて三度上京! 新たな扉を開きたい!もっとSEXしたい!M性が開花するメスイキ膣イキ喉イキ3回エッチッチ 白桃はな（1月25日、kawaii）
- 手塩にかけて育てた愛娘が巨根彼氏にどハマり!おまけに早漏イクイク痙攣中出しNTR 白桃はな（3月13日、ムーディーズ）
- 呼べば速攻、マ○コを差し出す危険日だってナマで中出しやらせてくれるコンビニバイト女子大生（20歳）とオヤジ店長の不倫性交 白桃はな（4月25日、本中）
- 彼女が社員研修で不在中、ずっと忘れられなかった初恋の元カノと狂ったようにハメまくった3日間 白桃はな（4月25日、Kawaii）
- 【脳バグ膣イキ】義父の媚薬激ピストンで連れ子JDのおま●こは精子と潮と愛液まみれ キメセク痙攣汗だく潮吹きアクメ 白桃はな（5月13日、ムーディーズ）
- 転校生はおしゃぶりアイドル 風紀の乱れは性器の乱れ!現役アイドルが自慢のフェラチオで学園世直し 白桃はな（5月19日、エムズビデオグループ）
- 12年間親代わりに育ててきた可愛い妹が結婚すると聞いて、僕は嫉妬に狂い中出ししてしまった。 白桃はな（5月25日、マドンナ）
- １K中出し部屋円光セフレJ●はなちゃん 白桃はな（5月27日、FirstStar/完ナマSTYELE ）
- 「えっ!今、中に出したでしょ?」早漏をゴマかす暴発後の延長ピストンで抜かずの追撃中出し!! 白桃はな（6月1日、ワンズファクトリー）
- 先生と過ごした特別な夏休み… 中年精液で汚される無垢な白桃ボディ制服美少女 白桃はな（6月1日、Fitch）
- 昏●レ●プされた優等生女子 白桃はな（6月7日、アタッカーズ）
- 素人セフレドキュメント パンスト香る美人OLはなさんとほろ酔い中出しSEX 白桃はな（6月7日、パコパコ団とゆかいな仲間たち/妄想族）
- 彼女にフラれた兄を誘惑ささやき騎乗位で勃起させちゃう生意気な妹 白桃はな（6月7日、BeFree）
- 「お姉ちゃんのこと大好きなら中に直接出して!」弟を愛しすぎた姉と弟の歪んだ愛の日常、そして強●中出し子作り 第2章 白桃はな（6月10日、ひよこ）
- 誰のでも定額でしゃぶり放題!契約すればいつでも呼べる舐めマンフェラビッチ 白桃はな（6月13日、ムーディーズ）
- 20歳 昨日までの自分と違う、今日からの自分。性欲に支配された非日常に本能が覚醒…イキ狂う性交絶叫!絶頂! 白桃はな（6月19日、TEPPAN）
- 上京した息子と月に1度の遠距離相姦 今月もまた私はあの子に抱かれに行く―。 白桃はな（6月19日、VENUS）
- 新発掘! 二十歳の可愛い若妻 不倫に溺れ絶倫にハマる 絶倫チ●ポにヨガりまくりで旦那以外とのSEXに無我夢中ド淫乱に! 白桃はな（6月19日、ABC/妄想族）
- ちくびをコリコリってしながら唾液でぬるぬるちゅっぽん 舐めヌル遊び痴女校生 白桃はな（6月25日、ダスッ!）
- 下卑た小父様たちに輪されるって蕩けちゃう…。 白桃はな（6月25日、オーロラプロジェクト・アネックス）
- 絶叫!悶絶!ポルチオ開発!子宮の奥にある奥の奥でイク女 白桃はな（6月25日、セレブの友）
- 勃起し過ぎて紙パンがはち切れそう… スレンダーボディと過激衣装で何発もヌキにくる回春メンズエステ 白桃はな（7月1日、ムーディーズ）[26]
- 今夜お姉ちゃんが帰ってくるまでずっーと乳首いじっててあげる 白桃はな（7月2日、h.m.p）
- かわいい女の子2人 レズキス涎まみれのWレズ解禁 白桃はな 白石かんな（7月7日、ビビアン）
- 希望を胸にやってきた新人メイドを朝から晩まで種付け痙攣性処理調教 嫌悪しか感じない男に泣きたくなるほど犯●れて…白桃はな（7月13日、e-kiss）
- 天使のような清純派美少女と温泉旅行お籠りハメ撮り M性癖の学級委員長は挿入即イキの超ビンカン! 白桃はな（7月13日、オーロラプロジェクト・アネックス）
- 鬼カワちょろまんパコパコフレンド はなたん 白桃はな（7月19日、チキチキカマー/妄想族）
- 自宅風俗 新人風俗嬢が家でこっそり風俗店闇営業お客様の要望がエスカレートして中出しされています。 白桃はな（7月19日、ROOKIE）
- 美少女二人を監禁して数ヵ月間調教した結果、俺を奪い合う性奴●になった。 白桃はな 百瀬あすか（8月7日、アタッカーズ）
- 「スウィート地獄に堕としてあげるっ」甘サド美少女が男の気が狂うまでザーメン爆ヌキ!終わらない狂気的で甘い膣くちゃ性交!白桃はな（8月13日、ケイ・エム・プロデュース）[24]
- 担任教師の僕は文系生徒の誘惑に負けて放課後ラブホで何度も、何度も、中出ししてしまった… 百瀬あすか 白桃はな（8月13日、ムーディーズ）
- 責める女と責められる女!辻井ほのか・白桃はな ～まったく違う性の一面を持った二人のレズビアンが出会う時、互いのマ○コはイキ狂いはじめる!（8月25日、セレブの友）
- 放課後の乳首開発ハーレム中出し倶楽部 松本いちか 白桃はな（8月25日、本中）
- 時間を止められる男は実在した!超THE REVIVAL※史上最多、被害者数9名―“夏の青春”をしている部活女子〇生たちに中出しレ〇プ編―／※被害者D テニス部（9月9日、SODクリエイト）
- 「本当に特別だからね…」1日だけ添い寝することを許された親友。ただ誰かに甘えたかっただけなのに隣で寝ているオンナの匂い、温もり、感触にやられ、気付けばそのカラダを弄りまくっていた。（9月14日、ケイ・エム・プロデュース）
- 素人鬼カワ娘 個撮・ドスケベ・デカ尻・ギャル・ハメ撮りvol.3（9月21日、チキチキカマー/妄想族）
- 都合のイイ女子生徒担任の僕に言いなり肉オナホ（はな）をホテルに呼び出し、精飲＆中出し放題。 白桃はな（9月21日、ムーディーズ）
- 「禁欲させたこと後悔させてヤルんだから!」台本・ルール完全無視!ヤリたい放題ヌキ放題 白桃はな×伊東める 発情メス化計画（10月5日、kawaii）
- ニヤニヤからかってくる妹のま○こ食い込みパンチラに理性ぶっ飛び暴走ピストン 白桃はな（10月5日、ムーディーズ）
- 美少女限定。（女子校の課外授業で）職業体験中のけなげなひよこ女子、ザ・レ●プ!（10月7日、ひよこ）
- 神アプリで知り合ったエロカワ現役女子大生に生中出し06（10月12日、ケイ・エム・プロデュース）
- 「唾液でベチョベチョもっと欲しいの?」 ベロチュウ制服リフレでヨダレまみれ溺れイキ! さらに裏オプ（本番）杭打ちキスキス騎乗位で脳がトロけて中出し連射!! 白桃はな（10月19日、ムーディーズ）
- いぇいっ! だれと1番パコりたい? 脳がハジけるトランス淫語と全身おバカになるまで狂わすハーレム誘惑! ギャルってやっぱ…サイコー!! 枢木あおい 栄川乃亜 白桃はな（10月19日、kira☆kira）
- 淫らな時間 欲求不満なフェラ厨美少女アイドル 白桃はな（10月19日、無垢）
- 8年の刑期を終えた巨漢レ×プ魔に侵入された華奢スレンダーOLがトラウマ種付けプレスで犯●れ続けた3日間 白桃はな（11月2日、ムーディーズ）
- チクシャ!乳首で●す制服小悪魔チクビっ痴 白桃はな（11月9日、ティーチャー/妄想族）
- 僕のことを好きすぎる天使のようなひよこ女子の’ぺろぺろ誘惑’、そして中出しへと…　（11月11日、ひよこ）
- 女子会してるお宅にM男くんが突撃参加! お泊り女子会で夕方から朝がくるまで一日中犯●れて小悪魔中出しされる! 白桃はな 花狩まい（11月16日、ムーディーズ）
- 毒ガス/媚薬deガンギマリ洗脳実験 白桃はな（11月16日、ドグマ）
- 感じすぎていっぱいおもらしごめんなさい…32 白桃はな（11月23日、セレブの友）
- 小悪魔美少女たちが模擬店でHなコスプレ着て乳首弄りまくって大騒ぎ!チクビっ痴中出し学園祭 白桃はな 松本いちか 堀北わん 天然美月（11月23日、本中）
- 最近バイトを始めた彼女が夜中全く連絡が取れない。まさかオヤジ店長に開発されていたなんて…。 白桃はな（12月7日、BeFree）
- 優等生調教 卑猥な女子マネ妊娠合宿 白桃はな（12月7日、グローリークエスト）
- アナル舐めさせ小悪魔J系ちゃん 肛門クンニで匂いと味をこすりつけ尻穴ヒクヒク丸出しSEXでイキまくり!プリ尻ビッチのケツ穴マーキングで痴女られ続ける10日間（12月21日、	ディープス）
- 小悪魔バイトちゃんと店内でこっそりショートタイム不倫 隙あらば何度も何度も即ハメ中出しでヤラれた僕（12月21日、ムーディーズ）[27]
- 僕の思い通りになる性処理人形を飼育してみたvol.7（12月29日、セレブの友）

- 絶対パンチラ!常に挑発しながら抜いてくる小悪魔美少女3人組 （1月4日、MARRION）[28]
- 僕だけが知ってる学級委員長の裏顔。 学年一の清楚なクラスメイトからド下品にアナルを見せつけられて誘惑杭打ち中出しされちゃった僕。〜（1月4日、ムーディーズ）
- 放課後、悪魔はボクにささやいた… 毎日、毎日、痴女られ続け教え子の愛用チ○ポ奴●に成り果てた最低な教師。 白桃はな（1月19日、エムズビデオグループ）
- 合宿レ×プ輪● 憧れの女子マネージャーが絶倫部員達の激ピストン連続中出しでおま○こブリブリ精子逆流アクメ 白桃はな（1月19日、ムーディーズ）
- 帰省先のド田舎で再会した幼馴染二人に密着挟まれ身動き出来ず奪い合い中出しされて汗だく痴女られた三日間 渚みつき 白桃はな（1月25日、痴女ヘブン）
- かわいい妹のようそう思っていた会社の部下は、僕を誘惑して喰べようとしてきたー 一日中デートに付き合って振り回されたあと年下の女の子に誘われて郊外のラブホで朝までめちゃくちゃ中出ししまくった。 白桃はな（1月25日、本中）
- 個人風俗店始めました!貴方の願望何でも叶えます。4 白桃はな（1月26日、セレブの友）
- トビジオっ! 学園ハイスクール 学校にいる間はずっと潮吹きっぱなし・失禁しまくる制服女子　（2月10日、SODクリエイト）
- 私、実は夫の上司に犯●れ続けてます… 白桃はな（2月15日、溜池ゴロー）[29]
- 綺麗好きだった僕の彼女は悪臭漂うゴミ部屋で中年おやじに中出しされまくってボロボロに汚された 白桃はな（2月15日、かぐや姫Pt/妄想族）
- オヤジって乳首責められると変な声出すからベロキスで黙らせてやるからな! 川北メイサ 白桃はな（2月15日、ムーディーズ）
- 乳首舐めベロちゅう手コキ2　（2月15日、グローリークエスト）
- パパ活美少女はちくび責めと全身ペロペロ愛撫が大好物!! 白桃はな（2月20日、プラネットプラス）
- 憧れのドライオーガズムへ導くメスイキ回春エステ 白桃はな（3月1日、ワンズファクトリー）
- お前らチ○ポ洗って待っとけよ! M男クンの自宅にいきなり家凸! W小悪魔SEXデリバリー!! 白桃はな 花狩まい（3月1日、ワンズファクトリー）
- ケツ穴のシワまで丸見えにして、アナタだけに見せつけるオナニーで激イキする15人の女たち!（3月15日、セレブの友）
- はじめて彼女ができたので幼なじみとSEXや中出しの練習をする事にした 白桃はな（3月15日、ムーディーズ）
- 隣家のゴミ部屋異臭オヤジに48発中出しで体液まみれ下品レ×プされた人妻の悲劇 白桃はな（3月15日、溜池ゴロー）
- 彼女の親友に中出しさせられた後 賢者タイムも与えてもらえず追撃メスイキ逆NTRでアナルとチ○ポを犯●れ続けた僕。 白桃はな（3月22日、本中）[30]
- 父親に犯●れ続ける娘の近親相姦映像 白桃はな（3月25日、I.B.WORKS）
- 彼女のお姉さんの挑発を真に受けた僕は…理性を失い暴走中出しSEXしまくった 白桃はな（4月5日、ムーディーズ）
- バスケ部の女子マネージャーは毎日、顧問教師の性処理をさせられています。 白桃は（4月5日、アタッカーズ）
- 白桃はな 完全撮り下ろし激エロ・5SEX（4月12日、セレブの友）
- こんな私で「ごめんなさい」オナニー全員集合!2（4月12日、セレブの友）
- 【シコり過ぎ注意】 個撮・ドスケベ娘・肉尻・ギャル・ハメ撮り（4月19日、チキチキカマー/妄想族）
- オイルマニア 白桃はな（4月20日、プラネットプラス）
- 図書館で声も出せず糸引くほど愛液が溢れ出す敏感娘26 リモバイ貞操帯 2枚組SP（4月21日、ナチュラルハイ）
- 想像できない誰にも見せられない有名私立女子●生の本性丸出しナマ交尾13　（5月10日、ケイ・エム・プロデュース）
- 可愛い小悪魔‘痴女っこ’大集合!イタズラこねくり責め!勝手に騎乗位!快感で身動きできず…ずぅ～っとドピュドピュ犯られまくりBEST＋新作撮り下ろし（5月12日、ナチュラルハイ）
- ずぅ～と膣イキ痙攣キメセク監禁マッサージ! 発狂イクイク追撃鬼ピストンで失禁ダダ漏れ中出し乱交！ 白桃はな（5月17日、ムーディーズ）
- カップル共堕ちNTR脅迫配信 最愛の彼女が目の前で中出しされながら僕も一緒に痴女られて中出ししちゃった話。 白桃はな（5月24日、本中）
- 朝起きたら部屋に浴衣がはだけた後輩女子社員!いつも生意気で悪態ばかりついてくるのに、甘えてきたので… 白桃はな（5月24日、ROYAL）[31]
- 「どっちか選ばなくていいよ？ニコイチで愛せばいいじゃん」双子ハーレム沼が最高すぎて多分一生抜け出せない。 白桃はな 福田もも（6月7日、kawaii）
- 脇も尻穴も足指も唾液まみれにされて悶絶連射全身舐めまわしフェラウマ痴女ナース 白桃はな（7月5日、ムーディーズ）
- パンチラ盗撮がバレて連行された教師の僕は…制服生徒に叱られ弄ばれながら変態性癖をぶちまけた最高に興奮したラブホ休憩2h 白桃はな 横宮七海（7月5日、kawaii）
- トリプル全集中!≪乳首・亀頭・アナル≫男の快楽スポット3点責め中出しハーレム学園! 白桃はな 花狩まい 倉本すみれ（7月5日、ムーディーズ）
- ホイホイぱんち 22 ～女子校生とのデレデレ恋愛変態セックス～素人ホイホイpower・美少女・ちっぱい・スレンダー・低身長・2発射・ローション・オイルプレイ・つば飲み・顔射・ごっくん・清楚・制服・恵体・黒髪　※素人ホイホイpower みーぱん：名義（7月5日、素人ホイホイ/妄想族）
- 白桃はなの凄テクを我慢できれば生★中出しSEX！（7月5日、ワンズファクトリー）
- 新世代女子BEST ＃2 ルックス優勝！激シコフラグ!密着生ハメ!貞操観念もお股もユル～い神女子3人!長尺212分SP!　※新世代女子 ななちゃん(21)：名義（7月11日、ニュージェネ）
- その日限りの関係で、めちゃシコ素人とパコパコ動画＃001 巨乳・美少女・変態娘たちのエロエロSEX3人分287分　※日払いちゃん さとみ(20)：名義（7月11日、1day娘）
- 御託はいいからそろそろ飲ませてよ。 パンパンの金玉に溜まりまくったこってりザーメンを愛おしそうに根こそぎ飲み干す甘サドごっくんフェラチオ 白桃はな（7月19日、エムズビデオグループ）[24]
- 円光を匂わせ小遣い稼ぎに明け暮れる 制服女子中毒2　（7月26日、ホームルーム/妄想族）
- 悶絶クンニMANIAX 白桃はな1（8月2日、ワンズファクトリー）
- どっちが一番スキか2秒で決めてッ 1番目と2番目に好きな2人が僕を奪い合いスワップ セクテク競い合いハーレム小悪魔逆3P 白桃はな 松本いちか（8月2日、ムーディーズ）
- 「服の中だから絶対バレないよ」逆ナン囁き誘惑してくる甘サド美少女とロングスカートの下でこっそりSEXしてたのに… 射精の瞬間だけマ●コから抜かれてチ●ポ丸出し放置で焦らされて中出しさせてもらえない’ルーインドオーガズム’性交 白桃はな（8月16日、ムーディーズ）
- 両親の居ない日、僕は妹と精子が枯れるまで1日中ヤリまくった。 白桃はな（8月26日、TMA）
- 定年間際のオジサン先生を愛してやまない学年一真面目な学級委員長。 白桃はな（9月6日、アタッカーズ）
- 「もうイッてるってばぁ!」状態で何度も中出し！ 白桃はな（9月6日、ワンズファクトリー）
- 相部屋でメスイキ筆おろしハーレム！2人同時に乳首・亀頭・前立腺責め快楽拷問 白桃はな 百瀬あすか（9月6日、ワンズファクトリー）

- ○○○rち○こを頼みたいお姉さん 白桃はな（9月20日、ムーディーズ）
- 大嫌いな上司に美乳を毎日コネくり回されて失禁するほど乳首イキを教え込まれた新入社員 白桃はな（9月27日、ダスッ！）
- 止められない快楽と愛液、背徳感と羞恥が興奮と欲情に変わる瞬間。～羞恥編～（9月27日、ホームルーム/妄想族）※オムニバス
- 性欲が強すぎる僕の彼女がまさかの浮気!? 罰としてSEX我慢させながら1週間ごっくんで焦らしまくって禁欲解禁後、仲直りSEXで何度も中出ししまくった。 白桃はな（10月18日、ムーディーズ）
- 【性奴●】下水管彼女―愛の大豪雨編―純心ドM彼女の鼻と口に大量の雨と土砂がなだれ込む。ゲホゲホ溺れた彼女をDV彼氏はただ「溺愛」しているだけ 白桃はな（11月15日、ドグマ）
- Extreme（過激な）オナニスト!6 白桃はな ～9オナニー160分（11月22日、セレブの友）
- 下品なマンズリモンスター白桃はな マン汁グチュグチュかき回し見せつけ挑発！（12月6日、ワンズファクトリー）
- 小悪魔痴女の童貞漁り逆ナン生ハメ筆おろし 白桃はな（12月6日、ムーディーズ）
- いつも会社で無自覚に誘惑してくるプリ尻の可愛い後輩部下が飲み会後、お尻丸出しで大暴走！朝まで杭打ち追撃中出し10発 白桃はな（12月20日、ムーディーズ）
- 「叔父さんと遊びにきました…。」田舎暮らしの叔父さんを誘惑する姪っ子 白桃はな（12月23日、TMA）
- 「私のことエッチな目で見てくれたの?」見違えるほど可愛くなった幼馴染の、無自覚なゼロ距離誘惑。 白桃はな（12月27日、ワンズファクトリー）

- 最近ナンパされた男と温泉旅行で独身最後の想い出にハメてみたら… 絶倫チ●ポがドストライクすぎて結婚後も友達のふりしてこっそり浮気中出し 白桃はな（1月17日、ムーディーズ）
- 癒しの笑顔でシコシコどぴゅッ! めちゃカワ手コキ美少女ナース ささやき淫語と緩急手コキで最高の射精に導いてくれるヒーリング手マ○コ看護 白桃はな（1月17日、エムズビデオグループ）
- 【脳イキしてみる?】小悪魔淫語で脳と金玉がトロける最高のオナサポASMR 白桃はな（1月26日、Materiall）
- 卒業アルバムで一番可愛かったあの娘とデリヘルで再会 ネットに晒して同級生集めて無制限中出ししまくった。 白桃はな（2月7日、ムーディーズ）
- 妻のお義姉さんの物凄いテクの腰振りで僕はたった1度も腰を動かさずに精子が逆流するまで何度も中出ししてしまった… 白桃はな（2月21日、溜池ゴロー）
- 普段は相手にしてくれない女の子に恋人催●をかけておじさんぽデート後イチャラブ中出し 白桃はな（2月28日、本中）
- はなって、地元じゃ地味だったくせに リア充な金持ち彼氏とラブラブで超ムカつくから 私の男友達全員に指示して一週間連続でレ●プしてもらったんだ 白桃はな 浜崎真緒（3月21日、本中）

### アダルト（総集編・ベスト盤）
- kawaii女優48名 ぐぷッぐぷッズリュッズリュッ 無数のチ●ポを入れ放題メス堕ち乱交FUCK8時間（5月25日、kawaii）
- 溜め込んだ精子を子宮にぶちまける! 射精寸前!ドックドク中出し100連発8時間（6月19日、ROOKIE）
- 変態オジさんのベトベト唇、舌、涎が絡まり… キス・キス・キス 美少女が中年男とねっとり接吻交尾（6月25日、kawaii）
- 2020年～2021年にかけてkawaii*デビューした新人総勢58人全100コーナーの超ドキドキ初セックchuBEST8時間（6月25日、kawaii）
- 絶頂直後の敏感未成熟おま○こ突いて刺して犯しまくるバスンバスン激突き連撃ピストン150連発!!（7月25日、	kawaii）
- こんな私で「ごめんなさい」オナニー全員集合!感じすぎる私、イキすぎる私、クチュクチュ音をたてる私、公衆便所みたいな私…（8月13日、セレブの友）
- 射精直前のフェラチオ&激ピストンラッシュ 極濃ザーメンを人妻のトロけ顔にブチ撒ける大量顔射 179連発BEST（8月25日、マドンナ）
- 中出し115連発!kawaii*美少女たちのオマ☆コにどっぷりたっぷり注ぎ込んだ種付けセックスBEST【大ボリューム】（9月7日、kawaii*）
- 2020年MOODYZ大感謝セレクション特選100タイトル12時間（9月7日、	ムーディーズ）
- えっ、ウソッ!?いま中に出されたばかりなのにぃぃぃぃ!! 中出しされてまだマ○コがビクビク痙攣してるのに再びチ○ポを連続挿入!!子宮を精液で埋め尽くす追撃中出し8時間（9月14日、ROOKIE）
- 嫌がる女を孕ませてヤル! 子宮直撃ハードピストンで無理やりイカす中出しレ×プ100連発（9月21日、ムーディーズ）
- ディルド大好き15人の激イキオナニー ～お気に入りのディルドで自らのマ○コを刺激し激しく腰を振る女たち!（10月26日、セレブの友）
- 「極み」厳選!!kawaii*美少女32人 2019年～2021年高評価タイトル収録 日替わりセックスBEST2021（11月5日、kawaii）
- 美少女とヨダレ＆汗まみれ…めっちゃ濃厚50本番（10月19日、ムーディーズ）
- 「ダメっ!中だけは許して下さい…!」 乱れた衣服が最高のオカズ着衣バックレ×プ中出し50連発（11月2日、ワンズファクトリー）
- 射精っても止めない痴女手コキ!追撃男潮超ラッシュBEST（11月2日、ムーディーズ）
- ネットリ舐めてムギュッと揉みしだく未成熟な敏感おっぱいいじくりSEXコレクション8時間（11月2日、kawaii）
- SEX中でも咥えたいチンしゃぶ大好きな女達!!乱交フェラチオBEST（11月2日、ムーディーズ）
- とにかく可愛い女の子のSEXが見たい! どロリ 絶対的美少女62人8時間（11月9日、ROOKIE）
- 女の口はオナホール イラマチオ8時間（11月9日、ROOKIE）
- 発情したイキたがり 制服女子が勝手に馬乗り!むちゃくちゃにチ○ポ貪られるイクイク騎乗位BEST（12月7日、ムーディーズ）
- スレンダー美女レ●プ8時間 Vol.2（12月7日、アタッカーズ）
- 厳選、美女凌●5 いい女は犯しても美しい 選りすぐり美女16人480分（12月7日、アタッカーズ）
- 暴発確定!敏感スポット同時責めがたまらん! 乳首責めスパイダー騎乗位BEST（12月21日、ムーディーズ）
- ダスッ!2021年BEST of BEST（12月28日、ダスッ!）

- 10コスリで既に逝きかけてたのにそこから1000回突かれて顔面アクメ崩壊した女達（1月4日、ワンズファクトリー）
- kawaii美少女総勢104名豪華150タイトル4枚組収録特大ボリューム新春福袋16時間ベスト2022（1月4日、kawaii）
- 美少女大絶頂!巨根×無限ピストン子宮突きポルチオ絶叫アクメ8時間（1月4日、kawaii*ベスト）
- kawaii美少女総勢104名豪華150タイトル4枚組収録特大ボリューム新春福袋16時間ベスト2022（1月4日、kawaii*ベスト）
- 美少女とヨダレ＆汗まみれ…めっちゃ濃厚50本番（1月4日、ムーディーズ）
- ナチュラルハイ新春スペシャル 敏感乳首いじり痴●2022 完全版 10人全員乳首勃起SEX 2枚組8時間（1月13日、ナチュラルハイ）
- イッた直後の感度インフレおま○こをメッタ突き追撃バックピストン60SEX（1月18日、ムーディーズ）
- 快感でヒクつく人妻マ○コに大量発射!! 射精直前の激ピス中出しラッシュ202発!!（1月25日、マドンナ）
- REAL 2021 TOP30作品 ULTIMATE COLLECTION 4時間（1月25日、ケイ・エム・プロデュース）
- 「もう…出ませんってばぁ…!!」 痴女に挟まれチ○ポバカになるまで何度も何度も精子搾り取られ続ける逆3P中出しBEST 金玉空っぽハーレム4時間!（1月25日、本中BEST）
- 本中神7!!レジェンドからフレッシュまで勢ぞろい！厳選した7タイトル・15コーナー・15本番!総発射27発!抜きやすさに特化した中出し8時間BEST 本中が選抜した国民的中出し女優たち!（1月25日、本中BEST）
- 大嫌いなアイツのチ○ポがドストライクすぎてレ×プなのにイかされまくったオンナ達480分BEST（2月1日、ムーディーズ）
- 生徒に囲まれ挟まれ身動き出来ず無理ヤリ何度も射精させられる僕BEST（2月1日、ムーディーズ）
- 媚薬でアへ顔ガンギマリ! 体液ダダ漏れでイキまくるキメセクBEST（2月1日、ムーディーズ）
- 子宮の奥までぶち込むダイレクトち○ぽ! 肉弾性交種付けプレス108連発（2月1日、ワンズファクトリー）
- 気持ち良過ぎてもうすぐ出ちゃう…! 射精直前から始まる口内射精フェラチオ100連発!8時間（2月1日、BeFree）
- 生徒に囲まれ挟まれ身動き出来ず無理ヤリ何度も射精させられる僕BEST（2月1日、ムーディーズ）
- ROOKIE待望のオリジナル総集編! 超・傑作選 コンプリートBEST8時間（2月8日、ROOKIE）
- 滑らかで卑猥すぎる指先と弱点をネチネチ嫐る舌 小悪魔痴女の乳首責め8時間（2月8日、ダスッ!）
- パンチラ誘惑に負けて30発もセックスしてしまった僕。（2月15日、ムーディーズ）
- 乳首舐めベロちゅう手コキ2（2月15日、グローリークエスト）
- レロレロ舐められギュインギュイン摘ままれ精巣空っぽW快感! コリッコリ敏感乳首ずーっと弄って何度も射精せてあげる こねくり乳首責め中出しBEST（2月22日、本中）
- 「おま○こより早いじゃない」 チン好き痴女たちの男を狂わせるテクい種搾り手コキ8時間130連発（3月1日、ムーディーズ）
- 三度の飯よりおチ●ポ大好き舐めてしゃぶって精子どぴゅぴゅ昇天直前の最上級に気持ちいいフェラチオ100連発!（3月1日、kawaii）
- MOODYZ2021年12時間BEST（3月1日、ムーディーズ）
- 完全着衣 美女レ●プ8時間BEST（3月1日、アタッカーズ）
- イジメっ娘の杭打ちで50回痴女られたボク…（3月1日、ワンズファクトリー）
- ビビアンが選んだ本当にエロいレズSEX 50連発8時間!!（BBSS-059）（3月8日、ビビアン）
- 女の子多数と男1人の幸せすぎるよりどりハーレムタイム8時間 もうチ○ポがもちませーーーん!!!（3月8日、ROOKIE）
- ケツ穴のシワまで丸見えにして、アナタだけに見せつけるオナニーで激イキする15人の女たち!（3月8日、セレブの友）
- 射精直後の敏感チ○ポこねくり!お掃除フェラ100発オーバーBEST（3月15日、ムーディーズ）
- カラダの水分ぜーんぶ出ちゃった! 爽快感MAX!絶頂スプラッシュ ハメ潮60本番!（3月15日、ムーディーズ）
- 2021年Madonna全452タイトル 12時間 ￥1980（3月22日、マドンナ）
- 白桃はな AV女優になるって決めてはじめての8時間BEST 単独初総集編!16本番23コーナー（4月5日、ムーディーズ）
- 膣内射精後もセックス続行 ドクドク溢れる精子逆流中出し50本番（4月5日、ムーディーズ）
- イク寸前に込み上げる快楽から最高の顔面射精へ!ドバッドバ怒涛の125発顔射ラッシュ!（4月5日、kawaii）
- 小悪魔美少女に痴女られて骨抜き射精されちゃう4時間（4月5日、BeFree）
- レズビアンの♂♀性交 ぺニバンレズSEX総集編 part.3（4月12日、ビビアン）
- オイルで感度限界上昇 摩擦ゼロの超極上ヌルテカ激イキSEX（4月19日、TEPPAN）
- 白桃はな全部中出し8時間BEST 本中初総集編！10本番23発射（4月26日、本中）
- 子宮をグイグイ突きまくり「もうイッてるってばぁ!」状態で追撃突き上げピストンBEST（5月3日、ムーディーズ）
- チクビがとれても、精子が枯れても…小悪魔美少女に責められて最高のチクイキしたい!男を早漏化させるチクビ開発BEST（5月3日、kawaii）
- 「もう一回出来る?」 1発射精させただけじゃ満足してくれない！おかわり追撃射精4時間BEST（5月3日、BeFree）
- セックス覚えたてで伸びしろしかない原石が 初々しくもドスケベ丸出しで淫らに輝く瞬間kawaii*令和美少女図鑑91名（5月3日、kawaii）
- 「えっ!今、ナカに出したでしょ?」早漏をゴマかす暴発後の延長ピストンで抜かずの追撃中出し!!BESTvol.2（5月3日、ワンズファクトリー）
- 発射寸前! 我慢汁垂れ流しの気持ちいいフェラチオ 150連射8時間（RBB-233）（5月10日、ROOKIE）
- えぇ!こんな場所で!?男潮吹くんですか!!?満足顔痴女の男潮噴射直前フィニッシュ手コキ95連発BEST（5月17日、ムーディーズ）
- ひよこメモリーズvol.5～ひよこ3周年!大大大容量24作品!さらに【完全撮りおろし】ウブな部活女子校生、放課後初めてのレズ体験、いちゃいちゃしすぎてエッチなレズ潮の池ができました～（5月26日、ひよこ）
- 女子○生、調教完了。8時間（6月7日、アタッカーズ）
- 可愛い顔にドバドバ精子をぶっかけて汚してやる！顔面射精ラッシュ153発8時間BEST（6月7日、ムーディーズ）
- プライベートを覗いているような生々しくて素人感丸出しのハメ撮り40本番（6月7日、kawaii）
- 巨乳×美少女×ナイスボディ HYPERSELECT20 Vol.3 8時間（6月14日、クリスタル映像）
- 溜め込んだ精子を子宮にぶちまける! 射精寸前!ドックドク中出し100連発8時間（RBB-235）（6月14日、ROOKIE）
- 同時イキで迎える最高の射精 正常位中出し114連発BEST（6月21日、ムーディーズ））
- ドグマ2021下半期作品集（6月21日、ドグマ）
- 「もう中に出してるってばぁ～」デカ尻杭打ち騎乗位BEST（6月28日、痴女ヘブン）
- ビーチクとチ○ポのW快感に大量射精！乳首こねくりスパイダー騎乗位BEST（7月5日、ワンズファクトリー）
- ノリノリ女子2人の間に放り込まれて逆3Pで痴女られまくる103連発!!（7月5日、ムーディーズ）
- ビビアン2021年下半期コンプリートBEST8時間 ～全作品の濃厚レズビアンセックス厳選収録～（7月12日、ビビアン）
- オーロラプロジェクトダイジェスト 夏の48連射＋4発 2021.06月～2021.11月（7月12日、オーロラプロジェクト・アネックス）
- 「えっ…ココ学校だからヤバイって!」 痴女に目覚めた小悪魔J●に好き勝手校内中どこでも逆レ×プ45連発BEST（7月19日、ムーディーズ）
- 「マ○コより気持ちよくしてアゲル」痴女手コキ100発オーバーBEST3（7月26日、痴女ヘブン）
- SEX大好きチ●ポ大好きオトコを狂わす淫乱痴女33人240分（7月26日、ケイ・エム・プロデュース）
- 祝kawaii*15周年150人×150本番24時間スペシャルBOX（8月2日、kawaii）
- まんぐり圧迫でポルチオ刺激！ 種付けプレス74本番！（8月2日、ムーディーズ）
- ATTACKERS ノンストップ中出し性交100連発8時間（8月2日、アタッカーズ）
- kawaii*美少女に前後左右を埋め尽くされる！完全包囲状態で激シコ100射精しちゃう領域支配型ハーレムベスト（8月2日、kawaii）
- 祝kawaii*15周年150人×150本番24時間スペシャルBOX（8月2日、kawaii）
- 【夏のSUPER SALE!!】 超特盛りSUMMER SALE 2022 興奮度MAX 200％の厳選200作品16時間special（8月9日、ROOKIE）
- アナル丸見えチ○ポ丸飲みバキューム杭打ちピストン50本番BEST（8月16日、ムーディーズ）
- キミだけを見つめて犯してアゲル 主観痴女プレイBEST（8月23日、痴女ヘブン）
- ド痴女お姉さんに狙われ身動き出来ずに何度もイカされるッ！性感帯同時責め逆レ×プBEST（8月23日、痴女ヘブン）
- 辻井ほのか まるごと完全収録1013分BEST　（8月23日、セレブの友）
- 「もうダメ…死んじゃう…」 華奢な女がへし折れるほど壊れイキ鬼ピストンレ×プBEST 敏感スレンダーメッタ刺し50連発（9月6日、ムーディーズ）
- 過去最大！中出し150連発!!総勢82名kawaii*美少女たちのぴちぴちマ●コにアッツアツ精子を注ぎ込む孕ませセックス100コーナー8時間ベスト（9月6日、kawaii）
- 美少女だけを集めた濃厚フェラチオ口内射精4時間BEST（9月6日、BeFree）

- おしゃぶり大スキ 白桃はなフェラチオベスト4時間（2月7日、ムーディーズ）
- 最強の可愛さと最高のいやらしさ！ 超アイドルフェイス白桃はな4時間ベスト！（3月7日、ワンズファクトリー）
- 透明感あふれるTHEかわいい 白桃はな とにかくいっぱい集めてみましたスーパーベスト8時間（3月14日、ROOKIE）
- 白桃はな まるごと完全収録15時間05分BEST（5月23日、セレブの友）

### VR
- 20歳になって念願のAV女優になった白桃はなとの同棲初日! 初めてみるスッピン顔も頑固で決心が揺らがない意志の強さも甘えるのが下手で恥じらう姿も挿入した瞬間にとろけちゃう敏感体質も完全独占! 付き合いたての熱々で一直線な中出しエッチッチ（3月25日、kawaii）
- 「エッチな声がうるさくて勉強できないっ!」受験でストレスも性欲も爆発寸前な彼女の妹に大胆不敵に誘惑されて…禁断の中出し浮気エッチッチ（5月6日、kawaii）
- 上京カップル初めてのイチャラブ同棲 性欲全開で所構わず電車や新居でヤリまくり!（6月4日、ブイワンVR）
- ボクのことを好き過ぎるご奉仕メイドとのなんともうらやましい日常。家に帰るとメイドがM字開脚でお仕置き待ちしていて困ってます…（6月12日、CRYSTAL VR）
- 女に耐性のない根暗なボクが気の弱そうな訳あり女子●生を汚部屋で無言の陰湿凌●（6月14日、SODクリエイト）
- 業者が豹変NTRレ×プ!幸せカップル絶許!目の前でイチャつきやがって!俺のナニの方が気持ちいいだろ!（7月16日、ブイワンVR）
- 何も考えられなくなるまで…発情に酔いしれる。感度がバグるほど絶叫するM女専科club（7月22日、KMPVR-彩-）
- 出張先の地方風俗街で見つけた新人ソープ嬢はなちゃん（7月26日、SODクリエイト）
- 敏感過ぎるベロチュウを味わい、途切れのない汗にまみれた濃密的な夏（9月21日、ケイ・エム・プロデュース）
- アプリで出会ったJ○がとんでもない乳首責め小悪魔美少女だった件 はなちゃん（10月1日、unfinished）
- 白桃はな史上最ハイクオリティVR「アナタに好きになってほしいから…」たくさん誘惑2SEX SPECIAL!!（10月7日、ムーディーズ）
- 超全身舐めJ○究極ハーレムVR　足指舐め太もも舐め乳首舐め顔面舐め　唾垂らし唾飲みベロキスしまくり!女子○生6人に身体中を同時に舐め回されながら全員と中出しSEX!!　（10月21日、SODクリエイト）
- 絶対に乳首をお留守にしないW美痴女逆3P! 常に乳首を責めてもらえる唾飲み顔舐めSEXでキスしながら強制中出し　（10月25日、SODクリエイト）
- 徹夜残業で後輩マドンナと朝まで会社で2人きり… はな（10月27日、unfinished）
- 美少女とゼロ距離でカラダを重ね合う対面座位LovelyBEST （12月10日、ケイ・エム・プロデュース）
- 天井特化アングルVR ～彼女と初めての同棲生活～（12月26日、ケイ・エム・プロデュース）
- 美人姉妹とその友達（美少女）誘惑密着ハーレム4Pセックス （12月30日、unfinished）
- 乳首特化VR （12月31日、ケイ・エム・プロデュース）

- フェラ顔VR （1月21日、ケイ・エム・プロデュース）
- 超快感の奥突き体位!真冬の300分騎乗位SUPER BEST （1月25日、ケイ・エム・プロデュース）
- 競泳水着のまま揉みしだかれて絶頂 尻揉みイカセVR （2月18日、ケイ・エム・プロデュース）
- 顔面特化VR ～ずっと見つめてあげる～ （2月22日、	ケイ・エム・プロデュース）
- 夜行バス痴● 感じやすくて拒めない女子○生を密着中出しスローピストン 敏感イクイク娘（2月25日、ナチュラルハイ）
- 超SSS級 顔だけでヌケる風俗嬢 BEST （2月28日、KMPVR-bibi-）
- 超全身舐めJ○究極ハーレムVR 足指舐め太もも舐め乳首舐め顔面舐め 唾垂らし唾飲みベロキスしまくり!女子○生6人に身体中を同時に舐め回されながら全員と中出しSEX!! （3月2日、SODクリエイト）
- 絶対に乳首をお留守にしないW美痴女逆3P! 常に乳首を責めてもらえる唾飲み顔舐めSEXでキスしながら強●中出し （3月2日、SODクリエイト）
- 顔面特化アングルVR ～ 好きだったあの子に告白されて学校で顔を見つめ合いながらこっそりイチャラブSEX～ 白桃はな（5月18日、ケイ・エム・プロデュース）
- ダブルJ○射精管理VR 白桃はな・本田さとみ（5月21日、ケイ・エム・プロデュース）
- 顔面最強ヤンデレ義妹に射精管理されている僕 白桃はな（6月3日、unfinished）
- イクのガマンして!って言ってるのにガマンできないボクのカノジョはザコマ○コVR 敏感すぎる白桃はなちゃんのかわいいガマン顔とアヘアヘなイキ顔をひとりじめする究極のイチャラブ高画質!!（6月22日、ムーディーズ）
- 大好きな彼女の顔を真近で感じながら ご飯作りも、食事中も、お風呂中も、常にチ○ポ挿れっぱなし同棲生活（6月23日、unfinished）
- 禁断の女子校生との甘いSEX!!ゼロ距離のJ●対面座位15タイトルSUPER BEST　（7月5日、ケイ・エム・プロデュース）
- KMPVR VRの歴史を変えた超人気「天井特化」シリーズ!! 白桃はな 里美ゆりあ 玉木くるみ（7月15日、KMPVR）
- W最強顔面コンビ!!地元で仲良しだった倦怠期中の彼女の友達。そんな二人から問い詰められ、勃起してしまった事で小悪魔的に誘惑・囁かれ見つめられながら抜かれまくったボク 白桃はな・斎藤あみり（7月15日、unfinished）
- 真夏の汗だく密着ムレムレSEX BEST（7月16日、ケイ・エム・プロデュース）
- 3年3組はな（Dカップ）放課後バイト ～アプリで出会った恥じらいJ●がM心に触発され完全痴女化!何度も射精を焦らされた挙句溜まりに溜まった精子をマ●コに強●搾取!!～ 白桃はな（7月27日、TMA）
- こっそり小悪魔淫語でアナタのチ○ポを寸止め焦らしエステサロン ささやきVOICEとあざとスマイルと密着オイルテクで焦らされて焦らされてガマンしてガマンして世界で一番気持ちいい射精体験VR!! 白桃はな（8月3日、ムーディーズ）
- 幼馴染と夏の雨 はなちゃん（8月10日、unfinished）

- いっぱい舐めてあげるから、シコシコしてね（2月17日、KMPVR）
- 史上最高にめちゃラブリー 白桃はな 初VR BEST（3月14日、KMPVR）
- 白桃はなのサイコーにカワイイ顔をひとりじめ!究極のイチャラブ同棲VR 8K SPECIAL（5月31日、レゾレボVR）
- 乳首責めフレンズ！乳首をお留守にしない小悪魔コンビの逆ハーレム3Pで射精させられ続けたボク 松本いちか 白桃はな（6月7日、レゾレボVR）
- 白桃はな作品7タイトルフル収録豪華特別版（7月21日、unfinished）

### ネット・配信
- みーぱん（5月19日、素人ホイホイpower）
- サカり系アイドル爆誕!!極め細美体の桃尻美少女JDをWNN(ダブル中出し)!!SEXパーティー!!人智越えのエチなる美少女達との性のライブが始まる!!最初は正統派、ドンドン性獣化アイドル撮影に…!!自慢の美尻で魅せる圧巻の騎乗位最高っす!!/ヤリサー女子No.23 （5月22日、プレステージプレミアム(PRESTIGE PREMIUM)）
- ガチ淫乱のサカり系ヤリマン美少女アイドル爆誕SP後編!!相方にも負けず劣らずエチエチマインド&スレンダー美ボディの極み尻!!ガチのスキモノ清純そうな見た目のギャップとバックでケイレン美尻が心地よい最高のヤリマンアイドルデビュー!!※ソロで後夜祭生ハメもあるよ♪/ヤリサー女子No.24 （5月23日、プレステージプレミアム(PRESTIGE PREMIUM)）
- 超かわいいカメラ女子を発見!!桜とナンパの穴場(意味深)の板橋JDをガチ軟派!!さっそく極みスレンダー美ボディチェックで180°大開脚可能な柔らかエチ体質と発覚!!それじゃあする事は一つでしょ!!大開脚騎乗位で生マン直突きで同時連続イキSP!!（5月25日、プレステージプレミアム(PRESTIGE PREMIUM)）
- モモ（5月26日、素人ホイホイZ）
- 【ピーカン!!美少女3人!!全員清純系ビッチ!!大乱交“6P”スペシャル!!】まさに酒池肉林!!美少女×3人!!全員ド淫乱ドビッチという奇跡の3性豪が晴天の下に集結でお祭り騒ぎ!!長身スレンダーで美脚でビンカン美乳という奇跡の美少女が…夏の太陽の下で大乱れ連続生チン挿入&中出し!!/男優のセフレ/ヤリサーSP（7月30日、プレステージプレミアム(PRESTIGE PREMIUM)）
- 【真夏の性の祭典!!美少女3人全員清純系ビッチ!!大乱交“6P”特別編】美少女が全員ド淫乱ドビッチという奇跡の3性豪が晴天の下に集結でお祭り騒ぎ!!酒池肉林の屋外大乱交6P!!もちろん全員ノーコンドーム主義のなまなまビッチーズ!!濃厚おかわりソロSEXは超衝撃の美少女が夢中で腰振る連続搾精昇天編を収録!!/男優のセフレ/ヤリサーSP（7月31日、プレステージプレミアム(PRESTIGE PREMIUM)）
- 【熱い!!熱い!!熱い!!美ビッチ娘3人と太陽の下で大乱交なまなま挿入SP!!】天然美少女3名全員がド淫乱ドビッチという奇跡!!全マ●コを平等に照りつける太陽の下で生チン同時挿入!!大乱交酒池肉林6Pはまる祭り!?もちろん全員天然チ○コ(生)主義で濃厚同時多発なか出し案件!!おかわりソロSEXは天然もも美尻美少女の激濡れ大潮吹き6P後夜祭!!ガチ逝き性欲解放宣言!!/男優のセフレ/ヤリサーSP（8月6日、プレステージプレミアム(PRESTIGE PREMIUM)）
- 【ナマ派ピル娘】【レベチ美少女】【ケイレン美尻!!】セクアポ予約1年以上待ちの裏垢女子の大手!!オフパコ病みつき必須の極上もも尻娘とセクアポ取り付け成功!!もちろんナマ派のピル飲み美少女!!天国直送パコパコ!! /ラブホドキュメンタリー休憩2時間/112（8月8日、プレステージプレミアム(PRESTIGE PREMIUM)）
- ななちゃん（8月13日、新世代女子）
- さとみ（8月30日、日払いちゃん）
- はな（9月28日、おっぱいちゃん）
- はな 2（9月28日、おっぱいちゃん）
- 白ギャル極上美女・顔射・中出し2発射、めちゃシコ保障の濡れマン激ピス映像流出※オナニーし過ぎ警報※（11月17日、インディ）
- 【流出】K大経済学部 ミスコンファイナリスト(21) 透明感抜群な美少女の下品なプライベートSEX映像!（12月1日、恋愛カノジョ）
- ハナ（12月16日、訳あり素人）
- りんごちゃん（12月27日、めがね美人）

- はな（1月19日、素人ぱいぱい）
- 【可愛いさ火力MAX】ぶっちぎりで顔面が優勝してるラーメン屋店員を彼女としてレンタル!口説き落として本来禁止のエロ行為までヤリまくった一部始終を完全REC!!浴衣デート&水着デートからの…ホテルで全裸SEX&カメラ目線フェラ&エロコスSEX&追撃ピストンと充実の内容!!しかも、こんなに可愛い顔してSEXの反応が過去最強にドエロい!!乳首でイっちゃう超絶ビンカンBODYを責めて責めて責めまくる!!容赦無用の高速ピストンで史上最高の美少女をひたすらイカせる興奮に、フル勃起&抜きまくり確定!!!「待ってイクイクイク、駄目ッ!ああイくイくぅ!!!」「中に出して!!中がイイ!!!」（1月23日、レンタル彼女）
- 佐藤さん&永瀬さん 催●の罠にはまりアヘ顔を晒す女たち　（4月18日、アヘ顔ちゃん）
- ななみ(21) 極悪タクシードライバーによる悪行の一部始終（4月18日、密室タクシードライバー）
- みか 待ち伏せ男の卑劣な所業 part.3（4月18日、待ち伏せハンター）
- 【戸○恵○香似のキレイ系OL】飲み屋街で捕まえたキャリアウーマン「さくらちゃん」は、仕事のストレスをセックスにぶつける淫乱OLでした！ 白桃はな（5月30日、NAGOYAか円光）

### イメージ
- ボクたちの恋の行方/白桃はな（6月23日、Superlative）
- Peach Time/白桃はな（9月3日、ファインピクチャーズ）
- AV女優/白桃はな（12月26日、スパークビジョン）

- Hana 寝ても覚めてもキミのこと・白桃はな（9月8日、REbecca）

### 写真集
- 白桃はな写真集『落とし、穴。』（2021年6月23日、ジーウォーク、撮影:吉場正和）

### デジタル写真集
- 白桃はなヌードインタビュー写真集／Shuky７@Shirato_Hana（2022年1月29日、メンズサイゾー）
- 恋は桃色 白桃はな: 【グラビア写真集】 (PRESTIGE DIGITAL BOOK SERIES)（2021年9月3日、プレステージ出版）
- 恋は桃色 白桃はな【ヘアヌード写真集】 (PRESTIGE DIGITAL BOOK SERIES)（2021年9月3日、プレステージ出版）
- Peach Time デジタル写真集 白桃はな (SHOOTING STAR)（2021年9月22日、ファインピクチャーズ ）
- FLOWER 白桃はな vol.01（2021年9月25日、ジーウォーク）
- FLOWER 白桃はな vol.02（2021年9月25日、ジーウォーク）
- FLOWER 白桃はな vol.03（2021年9月25日、ジーウォーク）
- FLOWER 白桃はな vol.04（2021年9月25日、ジーウォーク）
- 青春#アオハル 白桃はな【グラビア写真集】（2021年12月3日、プレステージ出版）
- 青春#アオハル 白桃はな【ヌード写真集】 （2021年12月3日、プレステージ出版）
- これからも 白桃はな【ヌード写真集】（2022年10月28日、プレステージ出版）
- これからも 白桃はな【グラビア写真集】（2022年10月28日、プレステージ出版）

### モデル
- 絶対的スーパーナチュラルポーズブック 白桃はな（2022年6月17日、プレステージ出版）
- PIN-UP GIRLS（2023年2月15日、G-STYLE）

### トレーディングカード
- Girl’s Party Collection -THE FAN♡FUN Trump- 第2弾（2022年8月8日、Girl‘s Party Collection）※複数の女優が参加するトレーディングカード式トランプ。
- AVC ジューシーハニー コレクションカード PLUS ＃17 白桃はな JULIA 三上悠亜 時田亜美（2023年2月25日、株式会社ミント）

## 出演

### テレビ
- 魚拓と成瀬のツキとスッポンぽん #394・#395（2022年3月20日・27日、パチ・スロ サイトセブンTV）

### ラジオ
- ステラ☆HAPPYStyle!～白桃はなと百瀬あすかのMOMOトーク!～（2022年5月13日（4月13日公開収録開始）‐ 12月9日[32]、ふくろうエフエム）

### ウェブテレビ
- ロンドンハーツABEMA特別編（2022年5月31日、ABEMA）アンケート協力[33]

### 映画
- 変態ぞうさん 私の桃色指導（2022年12月9日、オーピー映画）監督:東盛直道‐ 伊藤ミナミ 役（主演）[16][34][35]

### ライブイベント
- LADY MADONNA vol.15（2022年7月28日、東京・青山RizM）[36]